# Bartosz Bosacki
Bartosz Bosacki [ˈbartɔʃ bɔˈsatsci] (* 20. Dezember 1975 in Posen) ist ein ehemaliger polnischer Fußballspieler.

## Vereinskarriere
Bosacki begann seine Karriere als Fußballer beim polnischen Verein SKS 13 Posen, wo er bis zu seinem zwanzigsten Lebensjahr spielte. Von dort aus wechselte er zum größten Verein seiner Heimatstadt, Lech Posen, wo er bereits im April 1995 sein Debüt in der höchsten polnischen Spielklasse gegen Zagłębie Lubin feierte.
Er spielte bis 1998 bei Lech, bevor er zu Amica Wronki wechselte. Dort gewann er 1999 und 2000 den polnischen Pokal, im Jahr 2002 wechselte er zurück zu seinem ersten Profiverein, wo er bis 2004 spielte.
Zur Saison 2004/05 wechselte der Innenverteidiger zum 1. FC Nürnberg. Hier feierte er gegen den 1. FC Kaiserslautern sein Bundesligadebüt, kam aber in dieser Saison auf Grund einer schweren Hüftverletzung auf nur dreizehn Bundesligaspiele. Auch 2005/06 war er Teil des Bundesliga-Kaders des 1. FC Nürnberg, kam aber nur selten zum Einsatz.
Im Januar 2006 wurde der Vertrag beim 1. FC Nürnberg in gegenseitigem Einvernehmen aufgelöst. Bosacki schloss sich wieder dem polnischen Erstligisten Lech Posen an. Für Lech spielte er weitere 5,5 Jahre, bevor er nach der Saison 2010/11 seine Karriere beendete.

## Nationalmannschaft
Auch für die polnische Nationalmannschaft war Bosacki im Einsatz, nach seinem Debüt gegen die Färöer-Inseln am 10. Februar 2002 bestritt er insgesamt 19 weitere Länderspiele.
2006 wurde er zur Weltmeisterschaft nachnominiert, nachdem Damian Gorawski wegen Herzproblemen aus Gesundheitsgründen nicht teilnehmen konnte. Dort rückte er im letzten Gruppenspiel gegen Costa Rica durch die Verletzung von Mariusz Jop in die Startelf und entschied das Match mit seinen zwei Toren (und somit den einzigen beiden Toren Polens bei der Weltmeisterschaft) zugunsten von Polen. Daraufhin wurde er zum „Man of the Match“ gewählt.

## Erfolge
- Polnischer Pokalsieger (1999, 2000, 2004 und 2009)
- Polnischer Superpokalsieger (1999, 2004 und 2010)
- Polnischer Meister (2010)
- WM-Teilnahme (2006)